# Centroberyx
Centroberyx es un género de peces de la familia Berycidae, del orden Beryciformes. Este género marino fue descrito por primera vez en 1862 por Theodore Gill.

## Especies
Especies reconocidas del género:
- Centroberyx affinis (Günther, 1859)
- Centroberyx australis Shimizu & Hutchins, 1987
- Centroberyx druzhinini (Busakhin, 1981)
- Centroberyx gerrardi (Günther, 1887)
- Centroberyx lineatus (G. Cuvier, 1829)
- Centroberyx rubricaudus Chen-Hsiang Liu & S. C. Shen, 1985
- Centroberyx spinosus (Gilchrist, 1903)

### Lectura recomendada
- Stanisław Rutkowicz: Encyklopedia ryb morskich. Gdańsk: Wydawnictwo Morskie, 1982. ISBN 83-215-2103-7.
- Joseph S. Nelson: Fishes of the World. Wyd. 4. John Wiley & Sons, 2006. ISBN 0-471-25031-7.